# Château de la Prousterie
Le château de la Prousterie, parfois sous la forme Proûterie, est situé sur la commune d'Avezé, dans la Sarthe.

## Historique
Le logis et une partie des communs furent bâtis en haut d'une colline à la fin du XVe siècle, la tour rectangulaire date quant à elle de la fin du XVIe siècle, pour la famille du Crochet. Vers cette même époque, René du Crochet obtenu l'autorisation d'y ériger une chapelle. Le château domine alors la vallée de l'Huisne. Le domaine est composé des bois et plusieurs exploitations agricoles sur la commune. La Prousterie constituée une châtellenie au XVIe siècle dépendante du Perche.[réf. nécessaire]
Le domaine passa par la suite à la famille d'Angennes, qui le revendirent à Jacques-Guillaume Gayot, chevalier, doyen de la Cour des Aides de Paris, puis à Jacques-Marie Guillier de Vallory, conseiller auditeur à la Chambre des comptes de Normandie.[réf. nécessaire]
Au XVIIIe siècle, le château passe à Pierre-Charles Gondouin, conseiller du roi, avocat au parlement, notaire au Châtelet de Paris, qui, royaliste, deviendra conseiller général de la Sarthe de 1800 à 1816 et président de l'assemblée cantonale, et à qui le futur Louis XVIII avait laissé en dépôt une somme considérable lors de son départ en émigration, et à son épouse Agathe-Charlotte-Pauline Goüin. Entre 1780 et 1826, Gondouin fait construire la partie droite du logis et la façade antérieure. L'agrandissement permet de moderniser et d'harmoniser la façade telle qu'on la trouve depuis. La grille actuelle est installée en 1802. Son fils, Charles-Constantin Gondouin, notaire à Paris, en hérite. 
Il passe par la suite par héritage à la famille Goüin, successivement au banquier Henri-Charles Goüin, époux de Léonie Étignard de La Faulotte et fils d'Henry Goüin, à Henri-Maxime Goüin, époux de Mlle de Hargues, puis à sa fille, Mme Raoul Plaine-Lépine. L'orangerie est construite après 1826 et les abords du château sont réaménagés dans le goût de l'époque au cours du XIXe siècle.

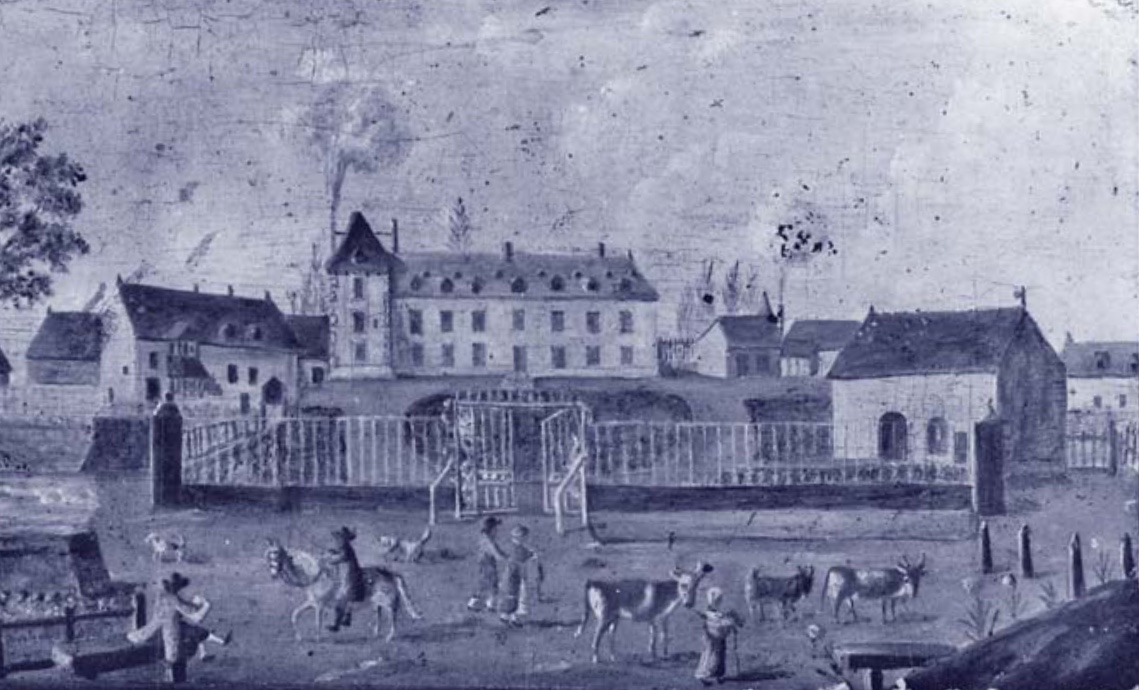
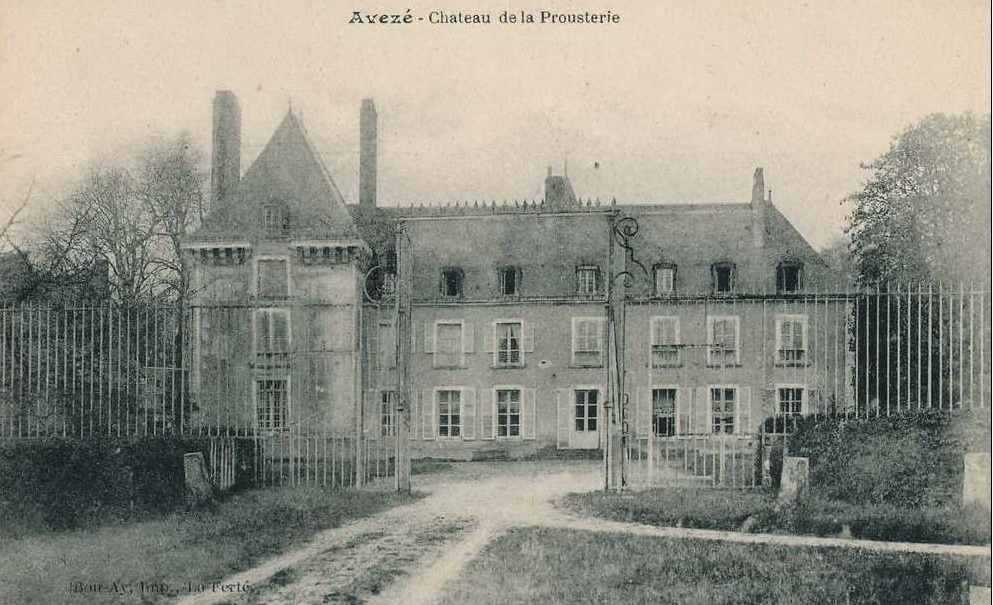
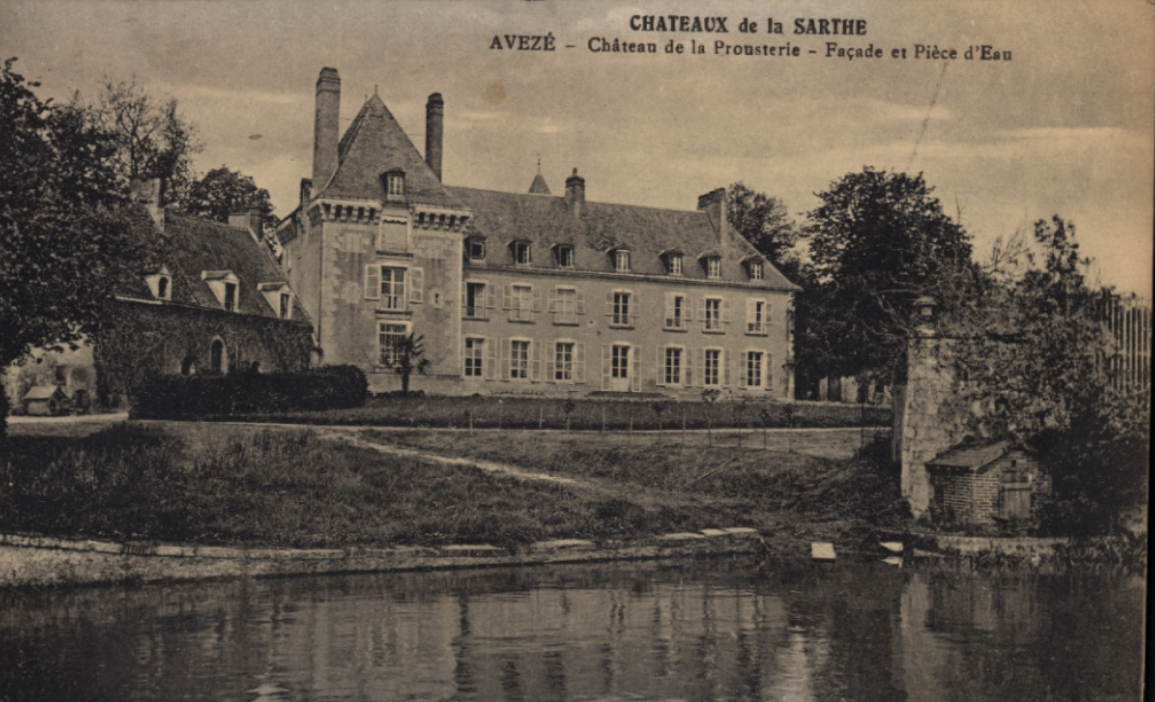
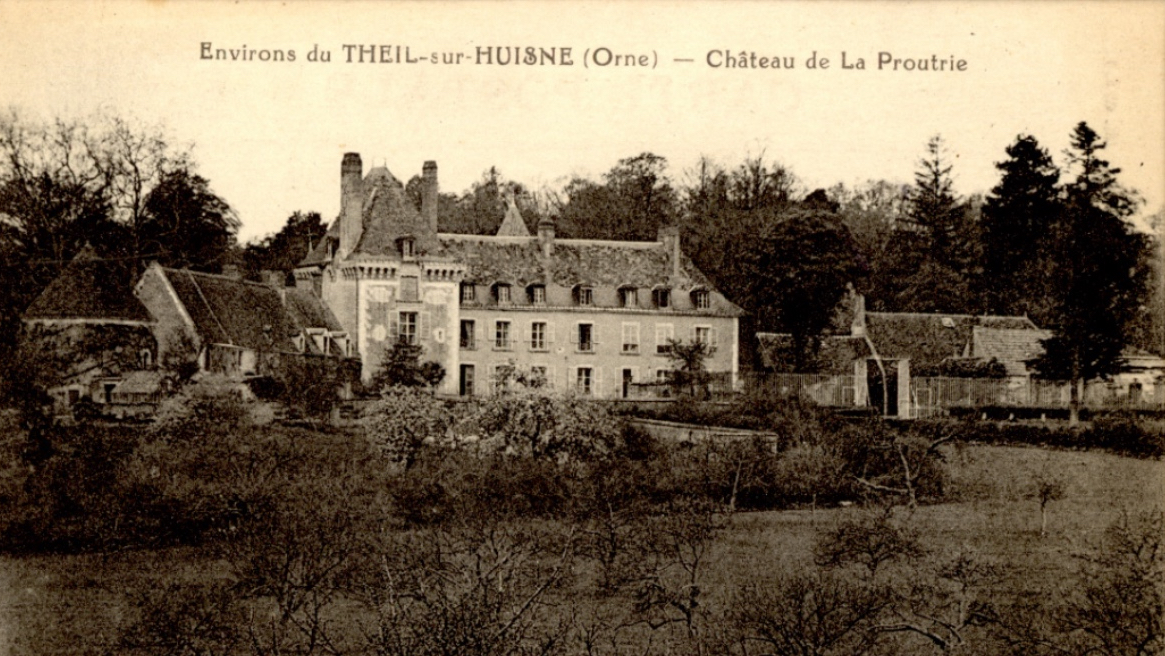
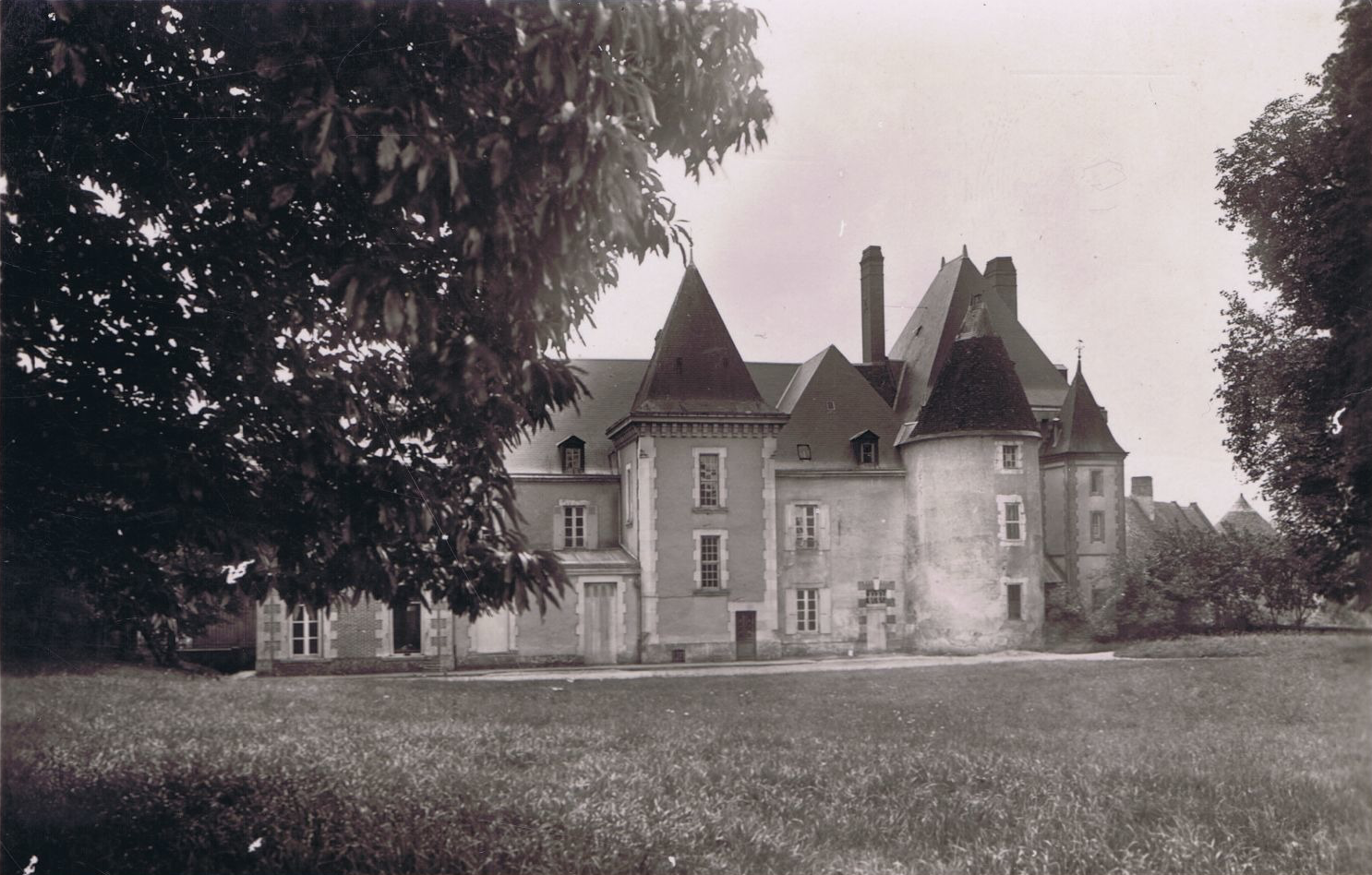
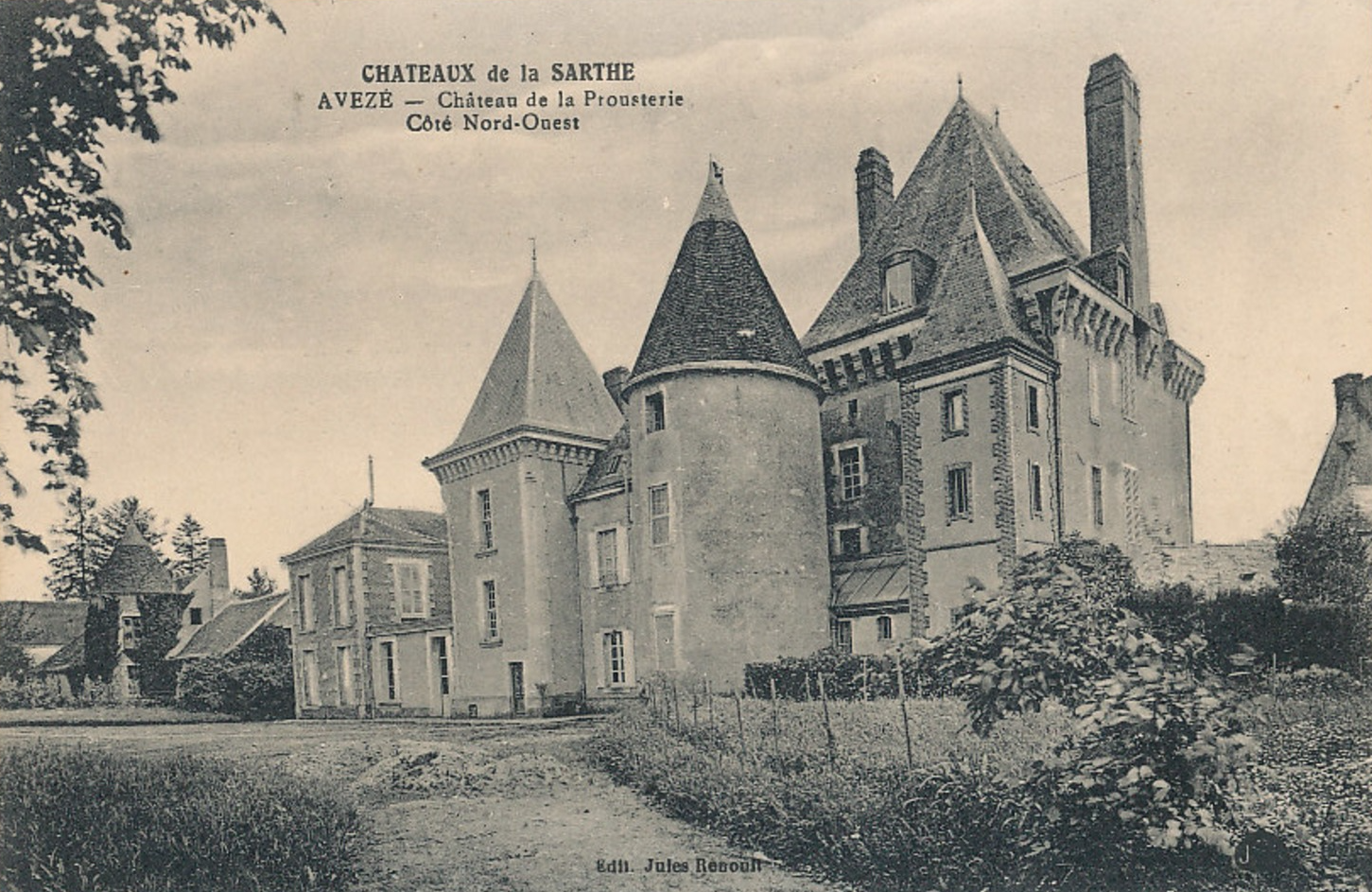